# Pedro Vicente Aja Jorge
Pedro Vicente Aja Jorge (Cuba, 1921 - Puerto Rico, 1962) fue un filósofo, abogado y escritor cubano.

## Biografía
Fue Doctor en Filosofía y Letras y Doctor en Derecho por la Universidad de La Habana, y ejerció como profesor de enseñanza secundaria. En lo que a su fe respecta, profesó el cristianismo en la Iglesia Presbiteriana.
Perteneció a la generación de 1920, cutas coordenadas filosóficas se encontraban próximas a la fenomenología y el personalismo, con matices religiosos de raíces protestantes en su caso. En 1943, siendo estudiante universitario, acudió al congreso antifascista celebrado en México, representando a los jóvenes evangélicos de Cuba.

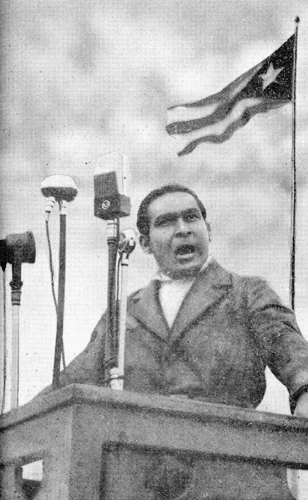
Fulgencio Batista.

Pedro Aja realiza su quehacer académico en el periodo de profesionalización de los estudios filosóficos en Cuba. Fue cofundador de la Sociedad Cubana de Filosofía, donde dictó cursos y conferencias y de la que fue vicesecretario en 1949 y secretario bajo presidencia de Humberto Piñera Llera; y de su publicación institucional, la Revista Cubana de Filosofía; en la cual colaboró con múltiples ensayos y fue parte de su consejo de redacción desde su nº 10 (enero-junio 1952). Fue candidato a representante por el Partido Ortodoxo, antes del golpe militar de Fulgencio Batista en 1952. Había sido designado como secretario del IV Congreso Interamericano de Filosofía "José Martí" (llamado así por el centenario de su nacimiento), el cual habría de tomar lugar en la Habana en 1953, pero que finalmente no se celebró producto del Golpe de Estado en Cuba de 1952. En paralelo, se volvió secretario de la sección cubana del Congreso por la Libertad de la Cultura.

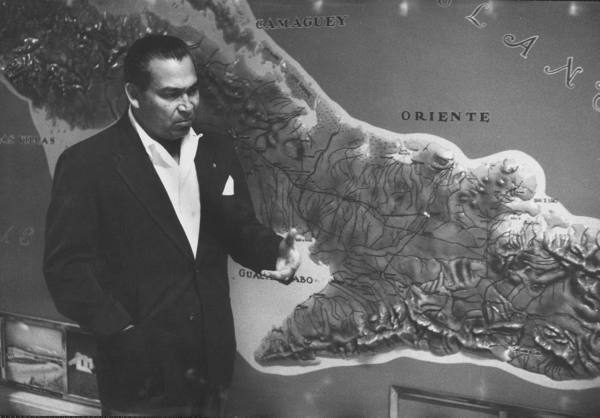
El presidente de Cuba Fulgencio Batista (1901-1973), frente al mapa de Cuba señalando Sierra Maestra, donde desde 1956 ya se escondía Fidel Castro, quien preparaba el golpe contra el gobierno cubano.

A pesar del panorama político convulso, Pedro Aja, así como la Sociedad Cubana de Filosofía y el Instituto de Filosofía, se mantienen actiovos durante 1953, año en el que verán la luz el opúsculo Filosofía y Sociedad, en colaboración con la Comisión Nacional Cubana de la Unesco (CNCU), donde Aja colabora; y su libro recopilatorio: El cristianismo en la crisis de Occidente y otros temas. Su carácter de filósofo público también estilaba en su trato constante con otros filósofos. Por ejemplo, mantuvo correspondencia con Francisco Romero. Durante el curso 1953-54, la Sociedad Cubana de Filosofía y el Instituto de Filosofía organizaron un ciclo de conferencias sobre la Idea de la Historia de la Filosofía, cuyos textos fueron publicados, con la colaboración de la CNCU, en un libro recopilatorio titulado Idea de la Historia de la Filosofía. En 1956, asistió al IV Congreso Interamericano de Filosofía, celebrado en Chile. También ese año, por invitación del Congreso por la Libertad de la Cultura, asiste a la Conferencia de México auspiciada por ellos.
En 1957, participó del V Congreso Interamericano de Filosofía, celebrado en Washington, en donde expone un día antes de la firma del Manifiesto de Sierra Maestra. Durante años fue testigo de la presencia de agentes soviéticos en mítines políticos. Estos lo abordaron cuando era universitario, y volverían a acercársele a finales de 1950 para intentar persudirlo de sumarse a la causa revolucionaria:

Los mismos individuos se aparecieron en la oficina de abogados de Aja, alrededor del 1957-58, sugiriéndole que fuera con ellos a la Sierra Maestra, que esta vez triunfarían. La reacción de Aja fue correr a la casa de José Manuel Cortina, presidente del CLC en Cuba, y sugerirle que habría que convencer a los gobernantes del peligro y formar una junta provisional, para sustituir rápidamente a Fulgencio Batista. La Junta no se formó hasta demasiado tarde, cuando Batista huyó, el 31 de diciembre de 1958, y quedó a cargo del general Eulogio Cantillo en Columbia, quien citó al magistrado Orlando Piedra para que la dirigiera. Fidel, faltando al compromiso con Cantillo, llamó a una huelga general contra esa Junta Militar, que el pueblo apoyó.
Olga Connor

En sus primeros compases, Aja se vio persuadido por Fidel Castro en desfavor de Batista, respaldándolo:

El 13 de enero de 1959, el profesor de filosofía y miembro del CCF Pedro Vicente Aja escribió a Julián Gorkin desde La Habana para asegurarle que el lenguaje de la revolución era «democrático y nacionalista», sin infiltraciones comunistas. Castro declaró que la revolución era «humanista» y neutral respecto a la Guerra Fría. En los primeros meses de la victoria revolucionaria hubo diversidad de opiniones sobre el curso futuro de la revolución, y muchas personas proyectaron en Castro sus propias esperanzas, aspiraciones y puntos de vista. Pedro Vicente Aja quería que la reorganizada y reactivada Asociación Cubana por la Libertad de la Cultura -que se había declarado incapaz de operar a finales de 1957 ante la represión de Batista- proporcionara una especie de contrapeso técnico a la influencia comunista en Cuba, apoyando la democratización y ayudando a resolver los problemas económicos del país. Estaba convencido de que Castro vería con buenos ojos esta actividad.
Patrick Iber

Felicitaciones a Betancourt y a Fidel Castro. La Secretaría Internacional del Congreso por la Libertad de la Cultura y Cuadernos expidiéronle un cable de felicitación a su eminente colaborador y amigo Rómulo Betancourt, con motivo de su popular y arrolladora elección a la Presidencia de la República de Venezuela. En representación de la Asociación Cubana por la Libertad de la Cultura, que debido a la situación que atravesó el país ha permanecido en receso durante año y medio, los profesores y publicistas cubanos Raúl Roa y Pedro Vicente Aja han hecho público un escrito de adhesión a Fidel Castro y al Dr. Manuel Urrutia, jefes de la Nueva Cuba, por su triunfo y el de las libertades culturales y los derechos humanos. La Secretaría Internacional y Cuadernos han enviado un cable en el mismo sentido, haciéndola extensiva al Dr. Roberto Agramonte, nuevo ministro de Estado. Otro tanto han hecho los Comités de Argentina, Chile, Perú, Brasil, México y varios más.
Editorial, Cuadernos del Congreso por la Libertad de la Cultura

No cesaría sus participaciones académicas. Asistiría, en 1959, al VI Congreso Interamericano de Filosofía en Argentina. No obstante, rápidamente notó el tinte autoritario de la revolución y su incumplimiento de los postulados del Manifiesta de Sierra Maestra, lo que lo desengaña de la gesta castrista y se retira al exilio. El abandono de la isla lo realizó junto a su familia. Así lo testimonia su esposa:

Salí de Cuba el 3 de junio de 1960 con mi esposo Pedro Vicente Aja y Jorge, quien estaba invitado a participar en la Asamblea General del Congreso por la Libertad de la Cultura, CLC, que coincidió con la celebración de su décimo aniversario, en Berlín ese verano. Nos acompañaba nuestra pequeña hija Mónica.
Olga Connor

[...] vinimos con visas de estudiantes invitados por el Seminario Presbiteriano de Princeton, el más grande de la Iglesia Presbiteriana, a la que ambos, mi esposo Pedro Vicente Aja y yo pertenecíamos.

Entramos a Estados Unidos por el aeropuerto de Miami, el 3 de junio de 1960, con esa excusa. Y con documentos y dos maletas cargadas de libros escogidos que aún tengo, además de ropa de invierno, para trasladarnos allí. Pero sabiendo muy bien en nuestro fuero interno que él se encaminaba antes a una reunión muy especial convocada en Berlín Occidental por el Congreso por la Libertad de la Cultura, CLC, del que era en ese entonces secretario en Cuba.
Olga Connor

Su misión en el Congreso por la Libertad de la Cultura de 1960 era estudiar, desde una óptica socialdemócrata, el régimen de Fidel Castro en Cuba. Más adelante, fue responsable del Frente Revolucionario Democrático Cubano en Puerto Rico y su ala militar, la Brigada de Asalto 2506, como miembro de la Junta a establecerse en Cuba, a la vez que denunció públicamente la aproximación ideológica de Fidel Castro con la Unión Soviética. Asumiendo la Cátedra de Humanidades en la Universidad de Puerto Rico bajo la invitación de Jaime Benítez Rexach, preparó un «libro blanco» colectivo sobre Cuba, publicado bajo el título Cuba 1961. Aja aparecía como profesor invitado en la Universidad de Puerto Rico, patrocinado por la Fundación Ford, mientras que su esposa Olga Connor se desempeñó como maestra de primaria; condición que les permitió mantenerse un tiempo. No obstante, los acontecimientos políticos en Cuba cambiaron abruptamente su situación y la de su familia:

Pero al fracasar la invasión de Bahía de Cochinos en abril de 1961, también organizada por la CIA, todo cambió. De repente había que obtener un trabajo ya pagado por la Universidad, había que salir a Canadá o a México para conseguir las residencias, en fin, se presentaron una serie de problemas, hasta que él se enfermó y tuve que traerlo al hospital de Jackson Memorial en Miami. Recuerdo que tuvimos que pagar una fortuna, un dinero que tuvimos por mediación de nuestro amigo en Pompano Beach, que había sido cliente de su bufete en La Habana.
Olga Connor

Atacado por una fuerte depresión, fruto del fracaso de la invasión de bahía de Cochinos y la muerte de su colega Jorge Mañach, se suicidó en Río Piedras, Puerto Rico, en enero de 1962.

## Pensamiento
Pedro Aja suscribió un humanismo cristiano, próximo al personalismo y al neotomismo, practicado por filósofos y sacerdotes como Jacques Maritain o Juan Pablo II. La historiografía del pensamiento cubano sitúa a Pedro Aja en la órbita de la reacción política, la cual vivió una época de esplendor en el periodo previo a la revolución cubana, para luego perder dicha pujanza tras su paso:

Las pocas veces que ha habido aproximaciones al pensamiento filosófico de la llamada II República, salvo honrosa excepciones, algunos autores de lo que hemos conocido como marxismo de línea dura u ortodoxa, han divido a esta producción teórica en dos bandos, el primero, integrado por pensadores próximos a la lógica materialista o indistintamente a tendencias nacionalistas libertarias, que suelen ser los más conocidos y entre los que se incluyen a Emilio Roig, Fernando Ortiz, Elías Entralgo, y Medardo Vitier, y en el otro lado de las barras, a los que se han enjuiciado como adscriptos a tendencias irracionalistas, pesimistas, fideistas, seudocientíficas y reaccionarias, siendo, prácticamente desconocidos hoy, y entre los que se sobresalen: Jorge Mañach, Humberto Piñera, Roberto Agramonte, Pedro Vicente Aja, José Ignacio Lasaga, Rafael García Bárcena, Máximo Castro Turbiano, Mercedes y Rosaura García Tudurí, entre otros.
Maximiliano F. Trujillo Lemes

Sus obras de corte religioso, especialmente El cristianismo en la crisis de Occidente y otros temas, supuso una renovación del clericalismo en Cuba, destacando el papel que la religión juega en la vida espiritual del ser humano, a la vez que subvalora o supedita a la religión el rol de la ciencia en la experiencia vital; afirmando encarecidamente el dualismo frente a todo monismo materialista. Contra el marxismo, Aja ofrecía al cristianismo.
Como tradicionalista republicano que era, Pedro Aja creía que resultaba de vital importancia estudiar y recuperar - desde una hermenéutica religiosa - las fuentes filosóficas de la propia Cuba, proclamando "la necesidad de profundizar en nuestra evolución interna -vale decir: en el tramado ideológico- de escribir la historia de nuestra cultura". En su caso, dedicó parte de su trabajo a estudiar y reivindicar el trabajo de Rafael Montoro.

## Publicaciones seleccionadas

### Libros
- El cristianismo en la crisis de Occidente y otros temas. Publicaciones de la Sociedad Cubana de Filosofía, La Habana, 1953.

### Capítulos de libros
- [junto con otros trece autores] Idea de la Historia de la Filosofía, Sociedad Cubana de Filosofía, Comisión Nacional Cubana de la UNESCO, La Habana, 1954. (La de P.V.A. fue la conferencia 11, 4 febrero 1954.)

### Artículos
- «Kant y Hartmann en la libertad moral», Proceedings of the XIth International Congress of Philosophy, 1953, 13:119-124.
- «El cristianismo, significación de su valor en el presente», en Filosofía y Sociedad, ciclo de conferencias “Conversaciones filosóficas interamericanas”, de la Sociedad Cubana de Filosofía, Comisión Nacional Cubana de la UNESCO, La Habana, 1953.
- «La historicidad de la Filosofía», Cuadernos del Congreso por la Libertad de la Cultura, 1955, nº 10, 15-20.
- «Sobre el programa de Sócrates», Revista Cubana de Filosofía, 1955, nº 12, 18-20.
- «La tiranía del determinismo científico», Cuadernos del Congreso por la Libertad de la Cultura, 1956, nº 20, 82-86.
- «Problemas entre ciencia y libertad moral», Cuadernos del Congreso por la Libertad de la Cultura, 1956, nº 16, 55-59.
- «La revolución científica y la libertad del hombre», Cuadernos del Congreso por la Libertad de la Cultura, 1957, nº 24, 26-30.
- «Lo histórico y la filosofía», Cuadernos Americanos, México, marzo-abril 1958, año XVII, nº 2, págs. 91-104.
- «The Historicity of Human Life», Philosophy Today, 1958, 2(1):29 (presentado preliminarmente en el V Congreso Interamericano de Filosofía bajo el título "La Historicidad de la Vida Humana").[31]
- «La religiosidad en el vivir filosófico», Cuadernos del Congreso por la Libertad de la Cultura, 1959, nº 39, 29-32.
- «La crisis de la Universidad de La Habana», Cuadernos del Congreso por la Libertad de la Cultura, suplemento del nº 47, Cuba 1961, 18-25.

## Estudios sobre Aja Jorge
- Ignacio Iglesias, “La crisis de Occidente y el destino del hombre”, Cuadernos del Congreso por la Libertad de la Cultura, nº 10, 107, 1955.
- Proyecto Filosofía en Español, "Pedro Vicente Aja Jorge 1921-1962", 2021.